# Sofyane Cherfa
Sofyane Cherfa (arabisch سفيان شرفة; * 13. August 1984 in Toulouse) ist ein französischer ehemaliger Fußballspieler algerischer Herkunft.

## Vereinskarriere
Cherfa wechselte 1999 in die Jugendmannschaft der AS Monaco, bei der er 2003 in die zweite Mannschaft aufgenommen wurde. Obwohl er für diese regelmäßig auflief, gelang ihm nicht der Sprung in die erste Auswahl, die in der höchsten französischen Spielklasse antrat, da der Verein dem französischen Fußballsystem angehört. Stattdessen wechselte Cherfa im Sommer 2005 mit fast 21 Jahren zum Drittligisten CS Louhans-Cuiseaux, wo er sofort zum Stammspieler in der Verteidigung avancierte.

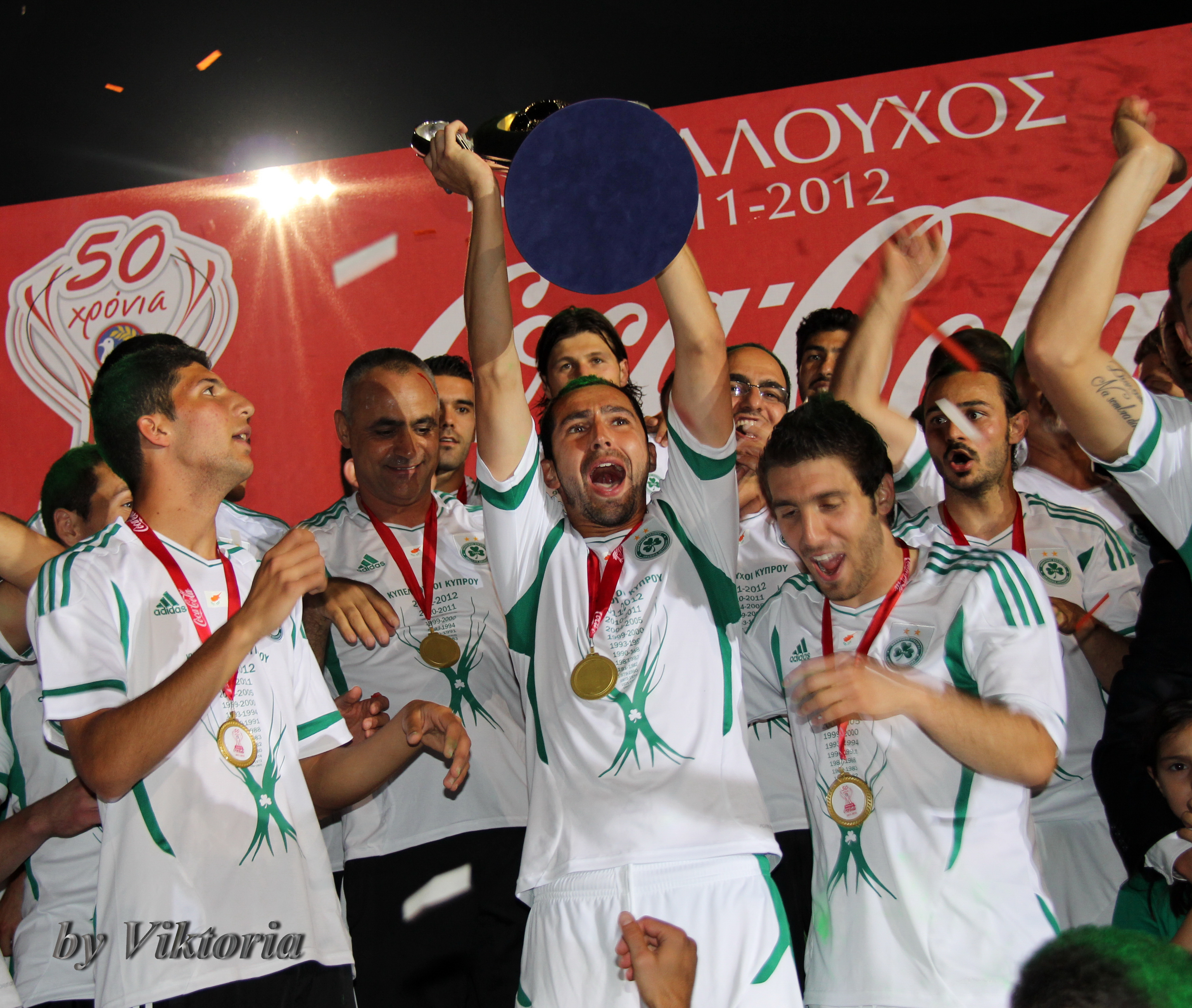
Cherfa 2012 als zyprischer Pokalsieger

Dies ermöglichte es ihm, 2007 in die zweite Liga zum Stade Reims zu wechseln. Für Reims erreichte er sein Debüt im Profifußball, als er bei einer Zweitligabegegnung gegen den FC Libourne am 3. August 2007 in der Nachspielzeit der zweiten Halbzeit eingewechselt wurde. Drei Wochen später stand er erstmals in der Startelf und konnte sich für den Rest der Spielzeit eine Position als Stammspieler sichern. Dennoch kehrte er Reims nach einem Jahr den Rücken und unterschrieb beim CS Sedan, den er aber 2009 auch nach einem Jahr wieder verließ, als er zu LB Châteauroux wechselte. In Châteauroux kam er zuerst unregelmäßig zum Einsatz, war in seiner zweiten Saison jedoch wieder Stammspieler.
Der Verein stellte seine vorerst letzte Station in Frankreich dar, weil Cherfa sich 2011 mit 26 Jahren für einen Wechsel zum zyprischen Erstligisten Omonia Nikosia entschied. Im Verlauf seines ersten Auslandsjahres war zählte er zu den Leistungsträgern seines Teams in der ersten zyprischen Liga und erlangte mit dem Gewinn des Zyprischen Pokals den ersten Titel seiner Laufbahn. Trotz allem entschlossen sich die Verantwortlichen im Sommer 2012, den Spieler an den griechischen Erstligisten Panthrakikos zu verleihen. Auch im dritten Land, in dem Cherfa als Spieler zum Einsatz kam, konnte er Spielklasse seine Stammposition behaupten. Vom griechischen Erstligisten aus kehrte er 2013 nach Nikosia zurück. Nachdem er ein weiteres Jahr im Trikot des zyprischen Klubs absolviert hatte, wechselte er im Sommer 2014 erneut nach Panthrakikos, dieses Mal jedoch nicht auf Leihbasis.
Im Januar 2016 wechselte der algerischstämmige Spieler erstmals zu einem Verein aus diesem Land, als er sich dem Erstligisten CS Constantine anschloss. Nachdem er fast ein halbes Jahr ohne Verein war, wechselte Cherfa im Dezember 2017 zum italienischen Viertligisten Albano Calcio.

## Nationalmannschaft
In Vorbereitung auf die Qualifikation zum olympischen Fußballturnier 2008 gehörte Cherfa einer Auswahl von 14 algerischen Nachwuchsspielern von französischen Vereinen an. Dank seiner algerischen Abstammung hätte er für ein algerisches Nationalteam spielen können, wurde aber kein weiteres Mal in eine solche Mannschaft berufen. Für eine französische Auswahl lief er nie auf.